# Ometepe
Ometepe je otok, ki ga tvorita dva vulkana, ki izvirata iz jezera Nikaragva in je v departmaju Rivas v Republiki Nikaragvi. Njegovo ime izhaja iz nahuatlskih besed ome (dve) in tepetl (gora), kar pomeni 'dve gori'. Je največji otok v jezeru Nikaragva.
Oba vulkana (znana kot Vulkan Concepción in Volcán Maderas) sta združena z nizko ožino in tvorita en otok v obliki peščene ure, ročke ali arašida. Ometepe ima površino 276 kvadratnih kilometrov. Dolgo je 31 kilometrov in široko od 5 do 10 kilometrov. Otok ima gospodarstvo, ki temelji na živinoreji, kmetijstvu in turizmu. Banane za kuhanje so glavni pridelek.

## Prebivalci
Otok je bil prvič naseljen v fazi Dinarte (okoli 2000 pr. n. št. – 500 pr. n. št.), čeprav so dokazi vprašljivi. Prvi znani prebivalci so bili govorci makročibčanskih jezikov. Sledi te preteklosti je še vedno mogoče najti v petroglifih in kamnitih idolih na severnih pobočjih vulkana Maderas. Najstarejši izvira iz leta 300 pr. n. št. Nekaj stoletij kasneje so prebivalci Chorotega in Nicarao še naprej dodajali petroglife in ustvarili kipe na Ometepeju, izklesane iz bazaltne skale.
Potem ko so Španci v 16. stoletju osvojili regijo Srednje Amerike, so pirati začeli tavati po jezeru Nikaragva. Prišli so iz Karibskega morja prek reke San Juan. Prebivalci Ometepeja so bili močno prizadeti. Pirati so ugrabili ženske, prebivalcem ukradli živali, imetje in letino ter na obali postavili naselbine in jih naredili za svoje zatočišče. Zaradi tega se je lokalno prebivalstvo v iskanju zavetja preselilo na višje predele vulkanov. Otok so dokončno poselili španski konkvistadorji konec 16. stoletja.
Najpomembnejši vasi na otoku sta Altagracia (4081 prebivalcev) na severovzhodni strani in Moyogalpa (2905 prebivalcev) s pristaniščem na severozahodni strani otoka. Ti dve naselji sta središči obeh občin in otok je razdeljen med obe. Številne tradicije so bile ohranjene, zato prebivalci Ometepeja praznujejo več verskih in ljudskih praznikov kot kjerkoli drugje v Nikaragvi.
Danes Ometepe razvija turizem in ekoturizem, z arheološko preteklostjo in bogastvom svojega naravnega svetišča, eksotičnega rastlinja, živalskega in ptičjega sveta kot žrebanja. Novo letališče (ICAO koda letališča: MNLP) je bilo odprto leta 2014.

## Vulkana
Volcán Concepción je na severozahodni polovici otoka. Pod svojim simetričnim stožcem ima obseg vznožja 16 kilometrov in je aktivni vulkan. Zaradi svoje simetrije velja za izjemno lepega. Vulkan naj bi se dvignil v zgodnjem holocenu in zaradi nenehnih izbruhov zdaj doseže nadmorsko višino 1610 metrov, zaradi česar je Ometepe najvišji jezerski otok na svetu.
Čeprav je dolgo obdobje miroval, je 8. decembra 1880 Concepción spet oživel. Ta izbruh je bil obsežen in vulkan je ostal aktiven eno leto. Sledilo je več izbruhov v letih 1883, 1889, 1902, 1907 in 1924. Leta 2005 se je zaradi vse večjega pritiska v vulkanu zgodil potres z močjo 6,2 stopnje po Richterjevi lestvici. Na cestah po vsem otoku so se pojavile razpoke in izdan je bil nasvet, naj ljudje zapustijo otok. To je bil prvi manjši izbruh po letu 1999. Najnovejši izbruh je bil leta 2010 in čeprav je bil izjemno silovit, je le malo prebivalcev upoštevalo ukaz vlade v Managui, naj evakuirajo otok in storjena je bila majhna škoda.
Jugovzhodno polovico otoka sestavlja Volcán Maderas, ki ima kratersko jezero in podpira raznoliko deževno gozdno okolje. Verjame se tudi, da je Maderas vzniknil v holocenski dobi in se dviga 1394 metrov  nad morsko gladino. Velja za ugaslega ali morda v mirovanju. Veliko laguno v njegovem kraterju je 15. aprila 1930 odkril kmet Casimiro Murillo. Brežine vulkana so večinoma pokrite z nasadi kavovca in tobaka, preostanek pa je deževni gozd. Velik del tega dela otoka je zdaj naravni rezervat.
Zaradi vulkanskega pepela je zemlja tega otoka izjemno rodovitna, kar omogoča neprekinjeno sajenje. Vulkana sta vidna od vsepovsod na otoku in življenje na Ometepeju se vrti tesno okoli njiju. Prav tako igrata pomembno vlogo v mitih in legendah otoka, ki je nekoč služil kot staroselsko grobišče.

### Geološka dediščina IUGS
Glede na to, da gre za »tipski primer širjenja vulkana in vulkansko-tektonskih interakcij v sedimentnem bazenu vulkanskega loka jezera Nikaragva«, je Mednarodna zveza geoloških znanosti (IUGS) vključila La Isla de Ometepe: kvartarni vulkani v sedimentnem bazenu jezera Nikaragva v svoji skupini 100 območij geološke dediščine po vsem svetu na seznamu, objavljenem oktobra 2022. Organizacija opredeljuje območje geološke dediščine IUGS kot »ključno mesto z geološkimi elementi in/ali procesi mednarodnega znanstvenega pomena, ki se uporabljajo kot referenca in/ali z znatnim prispevkom k razvoju geoloških znanosti skozi zgodovino.«

## Arheologija
Otok Ometepe je na splošno vključen v arheološko območje Greater Nicoya, ki obsega tudi območje Rivas na obali jezera in se spušča v kostariški polotok Nicoya. Zaradi usedlin vulkanskega pepela skozi tisočletja je zemlja zelo rodovitna, kar omogoča stalno sajenje brez neizkoriščenja. To bogato okolje je omogočilo, da je bil otok stalno naseljen od faze Dinarte (okoli 2000 pr. n. št. – 500 pr. n. št.). Obstaja časovno obdobje, ki je razvrščeno kot »obdobje Ometepe« (1350 – 1550 n. št.) ali »veliko nikojsko obdobje«, ki ustreza mezoameriškemu postklasičnemu obdobju. To obdobje je povezano s selitvijo Nicarao (govorcev Nahua) na območje Greater Nicoya.
Arheologi, ki so v preteklih letih opravili terensko delo na otoku, so bili:
- 1880: J. F. Bransford;
- 1959-1961: izkopavanja dr. Gordona Willeya in Alberta Norweba;
- 1962: Wolfgang Haberland in Peter Schmidt;
- 1995–1999: Suzanne M. Baker - Ometepe Petroglyph Project.[11]

### Keramika
Gordon Willey in Albert Norweb sta izkopavala najdišče Cruz (imenovano po Cruz Hacienda) na severovzhodnem delu otoka. To najdišče je pomembno, ker je ustvarilo skoraj 30.000 črepinj, ki so večinoma pripadale poznemu polikromnemu obdobju. Zgornji nivoji najdišča so izdelali diagnostične vrste keramike, ki so opredelile pozno polihromirano obdobje za celotno območje Rivas. Najdeni so bili tudi kosi iz faze San Jorge conskega bikromskega obdobja.
Vrsta keramike Ometepe Red Slipped-Incised je najdena na otoku Ometepe. Gre za vrsto keramike iz pozne polihromirane dobe in jo običajno najdemo v obliki črepinj posod. Ta vrsta keramike je prepoznavna, ker je strgana na notranji in zunanji strani, na zunanjem ohišju in robu pa se izvaja glajenje in poliranje. Po obodu in zunaj je motno rdeče do rjave barve. Črte so vrezane v rob posode, najpogostejši motiv pa so trikotniki, ki se prepletajo ali se stikajo med konico. Druge vrste keramike, najdene na otoku, so: granadska polihromija iz srednjega polikromiranega obdobja, pozno polihromijo Castillo in polihromijo Luna Ware.

### Petroglifi
Projekt Ometepe Petroglyph je bil prostovoljno terensko raziskovanje polovice Maderas v Ometepeju od leta 1995 do 1999. Ta projekt je v petih terenskih sezonah intenzivno raziskoval 15 km polovice otoka Maderas. Projekt je preslikal 73 arheoloških najdišč znotraj tega 15 kilometrov območja, vključno s skoraj 1700 petroglifi na 1400 balvanih.
Od 73 lokacij, ki jih je pregledal Ometepe Petroglyph Project, so bili petroglifi zabeleženi na vseh, razen na enem. Številni petroglifi vsebujejo spirale in se »vijejo« po steni skale. Stilizirane želve so pogost motiv tega območja.
Kamnorezi Ometepeja vključujejo nekatere oblike, ki so manj pogoste. Številne upodobitve so opisane tako, da imajo na človeških figurah »obraze krogle za balinanje«. Kot je navedeno zgoraj, so spirale običajne in se očitno uporabljajo na več načinov. Zdi se, da dve pritrjeni spirali predstavljata otok z dvema vulkanoma. Spirale se uporabljajo tudi za upodobitev glave antropomorfnih figur. Nekatere figure so podobne mezoameriškim upodobitvam Naguala, kar kaže na skupno prakso tonalne duhovnosti.
Nekatere od nenavadnih tvorb, ki jih vidimo v petroglifih na Ometepeju, vključujejo sedeže ali stopnice, vklesane v balvane, ovale in velike utore. Namen teh tvorb še ni pojasnjen.
Med sezonama 1995 in 1996 je bilo evidentiranih deset lokacij. Največja koncentracija petroglifov je bila opažena pri N-RIO-3, ki ga je Haberland verjetno zabeležil kot Om-38. Najdišče, ki je vzdolž pobočij ter na vrhu in na grebenu, vsebuje 82 balvanov s petroglifi, šest maltark, dve žrmlji ter razpršeno keramiko in kremenčev kamen. Od 149 petroglifov, zabeleženih leta 1996, je bila večina na zemljišču v lasti zadruge na haciendi. Ko so leta 1997 program razširili na prostovoljce, je 20 prostovoljcev sodelovalo pri snemanju še petnajstih lokacij. Najbolj impresivno mesto, N-RIO-19, je bilo večje od 180.000 kvadratnih metrov. Dvaindevetdeset petroglifov, več kot 30 hišnih gomil, fragmenti kamnitih kipov in keramika iz vsaj treh različnih obdobij okupacije so bili zabeleženi na mestu, material pa so preučevali v Managui.
Projekt Ometepe Petroglyph je zanimiv primer sodobne tehnologije, ki pomaga pri evidentiranju arheoloških najdišč. Med raziskovanjem in snemanjem najdišč prazgodovinske umetnosti so bile posnete slike vsakega najdišča v barvni in črno-beli tehniki. Na enem mestu je bil celo posnet video. Fotografije so nato naložili v računalnik, nato pa so s programom Photoshop povečali kontrast fotografij, s čimer so povečali vidnost petroglifov na sliki. To je omogočilo natančnejšo evidenco mest, ki so bila nujno fotografirana v manj kot idealnih pogojih in osvetlitvi. Poleg odročnosti in slabe osvetlitve se na otoku Ometepe globina vgraviranih črt na petroglifih, ki so bile doslej zabeležene, spreminja od »neizmerno plitve« do približno treh centimetrov (spletna stran Ometepe Petroglyph Project, 2006).

## Prostoživeče živali in rastline
V Ometepeju živijo velike populacije opic kapucink (Cebus imitator) in beloglavih kapucink (Cebus capucinus), in populacije opic grivasti vriskač Alouatta palliata. Prizadevajo si za preučevanje in zaščito teh živali. Šola Ometepe Biological Field School je na strani otoka Maderas. Sem prihajajo študenti in znanstveniki z vsega sveta, da bi preučevali edinstveno floro in favno tega območja. V jezeru, ki obdaja Ometepe, živijo številne vrste vodnih živali, zlasti nikaragovski morski pes, ki je do nedavnega veljal za edinstveno vrsto sladkovodnega morskega psa, od takrat pa se je izkazalo, da je neprekinjen z oceanskimi populacijami. Majhne populacije pajkastih opic (Ateles s.) naseljujejo zelo majhne otoke znotraj jezera Nikaragva. Te populacije obstajajo izključno zaradi ljudi in številni lokalni ribiči se redno ustavljajo, da nahranijo te trope. Lokalna oblika riževe podgane Oryzomys couesi je značilna in lahko predstavlja ločeno podvrsto.

## Galerija
- Reka na Ometepe
- Concepción, kot je videti iz Finca Magdalena, Ometepe
- Ometepe iz vesolja, januar 1997
- Vulkanske kamnine na Ometepeju